# Сейлем (округ Пірс, Вісконсин)
Сейлем (англ. Salem) — місто (англ. town) в США, в окрузі Пієрс штату Вісконсин. Населення — 475 осіб (2020).

## Демографія
Згідно з переписом 2010 року, у місті мешкало 510 осіб у 190 домогосподарствах у складі 146 родин. Було 223 помешкання
Расовий склад населення:
| - 99,0 % — білих - 1,0 % — осіб інших рас |

До двох чи більше рас належало 0,0 %. Частка іспаномовних становила 2,2 % від усіх жителів.
За віковим діапазоном населення розподілялося таким чином: 26,7 % — особи молодші 18 років, 58,6 % — особи у віці 18—64 років, 14,7 % — особи у віці 65 років та старші. Медіана віку мешканця становила 40,1 року. На 100 осіб жіночої статі у місті припадало 115,2 чоловіків;  на 100 жінок у віці від 18 років та старших — 110,1 чоловіків також старших 18 років.
Середній дохід на одне домашнє господарство  становив 77 637 доларів США (медіана — 77 857), а середній дохід на одну сім'ю — 86 433 долари (медіана — 87 000). Медіана доходів становила 55 208 доларів для чоловіків та 45 000 доларів для жінок. За межею бідності перебувало 5,0 % осіб, у тому числі 2,1 % дітей у віці до 18 років та 6,0 % осіб у віці 65 років та старших.
Цивільне працевлаштоване населення становило 254 особи. Основні галузі зайнятості: освіта, охорона здоров'я та соціальна допомога — 19,7 %, виробництво — 17,3 %, роздрібна торгівля — 11,0 %, будівництво — 10,2 %.